# Ахилес (лек крайцер, 1932)
Ахилес (на английски: HMS Achilles (70), HMNZS Achilles (70), INS Delhi (C70)) е лек крайцер от тип „Леандър“ на Кралските новозеландски военноморски сили. Най-известният кораб, с това име в Кралския флот. Става известен с участието си в сражението при Ла Плата. След Втората световна война е продаден на Индия, където носи името „Делхи“.

## Коментари
1. ↑  Всички данни се привеждат към 1939 г.